# Souimanga à croupion pourpre
Leptocoma zeylonica
Espèce
Statut de conservation UICN

 LC  : Préoccupation mineure
Le Souimanga à croupion pourpre (Leptocoma zeylonica) est une espèce de passereaux de la famille des Nectariniidae.

## Répartition et sous-espèces
Selon la classification de référence du Congrès ornithologique international (15.1, 2025) :
- L. z. flaviventris (Hermann, 1804) — Inde et Bangladesh ;
- L. z. zeylonica (Linné, 1766) — Sri Lanka.

## Systématique
Le nom valide complet (avec auteur) de ce taxon est Leptocoma zeylonica (Linnaeus, 1766).
L'espèce a été initialement classée dans le genre Certhia sous le protonyme Certhia zeylonica Linnaeus, 1766.
Ce taxon porte en français le nom vernaculaire ou normalisé suivant : Souimanga à croupion pourpre.
Leptocoma zeylonica a pour synonymes :
- Certhia zeylonica Linnaeus, 1766[3]
- Nectarinia zeylonica (Linnaeus, 1766)[2]